# دایانا کازارس
دایانا کازارس (انگلیسی: Dayana Cázares؛ زادهٔ ۳۰ دسامبر ۱۹۹۹) بازیکن فوتبال اهل مکزیک است.
وی همچنین در تیم‌های ملی فوتبال Mexico women's national under-17 football team و Mexico women's national under-20 football team بازی کرده‌است.